# Аутосомно-рецессивная недостаточность ГТФ-циклогидролазы 1
Аутосомно-рецессивная недостаточность ГТФ-циклогидролазы 1 — заболевание, вызываемое нарушением работы фермента ГТФ-циклогидролаза 1, играющего важную роль в цепочке синтеза тетрагидробиоптерина. Это состояние входит в число шести известных на 2020 год причин недостаточности тетрагидробиоптерина, а также является одной из возможных причин дофа-зависимой дистонии.

## Симптомы
У пациентов может отмечаться задержка психического развития, аксиальная гипотония, задержка развития речи или дизартрия. Возможные нарушения движений включают в себя дистонию, окулогирные кризы, паркинсонизм/гипокинезию. Могут развиваться психические нарушения.
При лабораторных исследованиях может наблюдаться повышенная концентрация фенилаланина (гиперфенилаланинемия). Как правило, отмечаются низкие уровни биоптерина и неоптерина в образцах мочи и при анализе сухой капли крови.

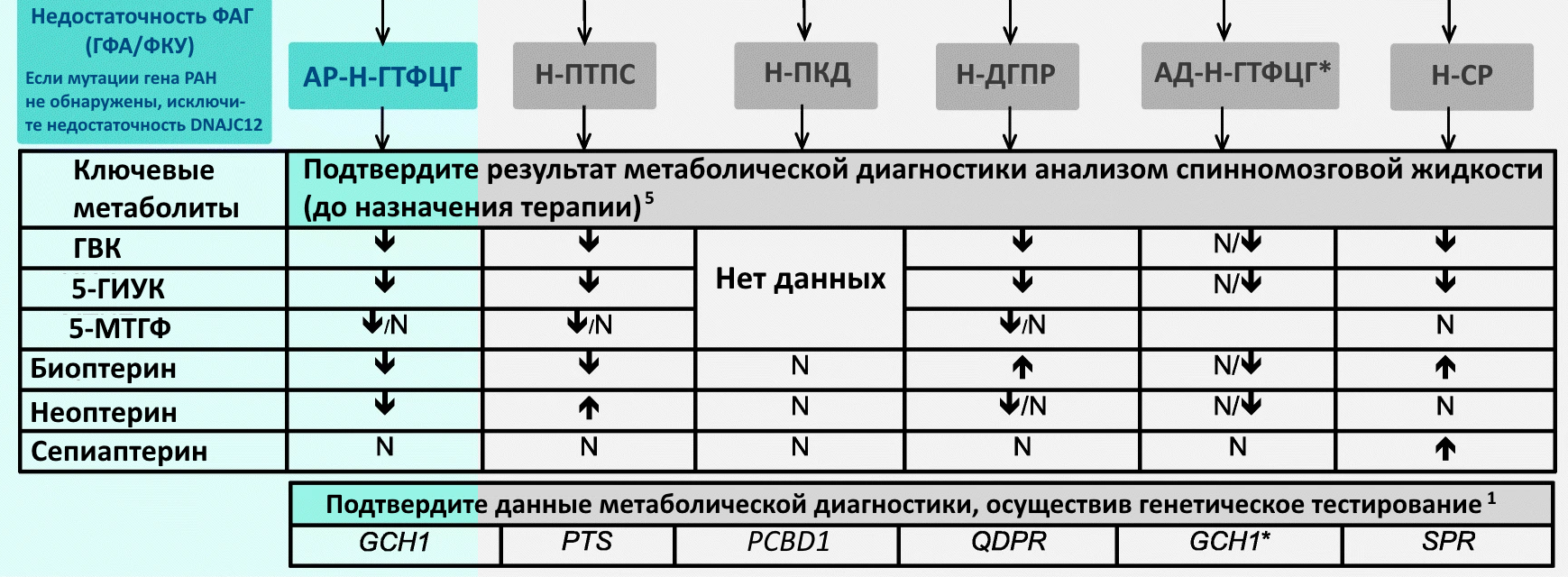
Типичная картина концентрации метаболитов в спинномозговой жидкости у пациентов с аутосомно-рецессивной недостаточностью ГТФ-циклогидролазы I (АР-Н-ГТФЦГ, выделено цветом) по сравнению с другими формами недостаточности тетрагидробиоптерина (в серых тонах). Из консенсусного руководства по диагностике и терапии недостаточности BH_{4}, Opladen et al., 2020.
Сокращения: ГВК — гомованилиновая кислота; 5-ГИУК — 5-гидроксииндолуксусная кислота; 5-МТГФ — 5-метилтетрагидрофолат; N — нормальный уровень.

## Терапия
Согласно консенсусному руководству, опубликованному в 2020 году, пациентам может быть назначена диета с ограничением фенилаланина — такая диета позволяет смягчить избыток фенилаланина в организме. С этой же целью может быть назначен сапроптерин. В первую линию терапии также входит леводопа. Допускается назначение 5-гидрокситриптофана.
Длительная терапия большими дозами леводопы может приводить к развитию церебральной фолатной недостаточности, поэтому при снижении концентрации 5-MTHF в спинномозговой жидкости пациенту может быть назначена фолиновая кислота, способная эффективно преодолевать гематоликворный барьер и восстанавливать фолатный статус.